# Seznam ameriških jahačev
Seznam ameriških jahačev.

## A
- Charles Anderson (jahač)
- Missy Apmann

## B
- Conrad Stanton Babcock mlajši
- Robert Borg
- Stephen Bradley (jahač)
- Jonathan Burton

## C
- Ann Lowdon Call
- Kitty Canutt
- Harry Dwight Chamberlin
- Edmund Coffin
- Raymond W. Curtis

## D
- Bruce Davidson
- Sloan Doak
- Quail Dobbs

## F
- Andrew Frierson

## G
- Walt Garrison

## H
- Guy Vernor Henry mlajši
- Frank Henry

## I
- Harold S. Isaacson

## J
- Cornelius C. Jadwin
- Maggie Jayne
- James Allen Jones

## K
- Isaac Leonard Kitts
- Anne Kursinski

## L
- Benjamin Lear

## M
- Milo H. Matteson
- Michael Matz
- Debbie McDonald
- John Montgomery

## O
- David O'Connor (jahač)

## P
- Sandy Pflueger
- Cody Pickett

## R
- Timm Rosenbach
- John Russell

## S
- Kimberly Severson
- Richard Spooner (jahač)
- Charles Albert Symroski

## T
- Earl Thomson (jahač)
- Hiram Tuttle (jahač)

## W
- John M. Willems
- Franklin Fearing Wing mlajši
- James C. Wofford